# Premi Apel·les Mestres de Literatura Infantil Il·lustrada
El Premi Apel·les Mestres, més conegut recentment com a Premi Destino Infantil – Apel·les Mestres, és un guardó al llibre il·lustrat infantil, un dels de més tradició i prestigi en el seu genère, que compta amb una reputació consolidada a l'Estat Espanyol.
És atorgat per Editorial Destino Infantil i Juvenil, del grup editorial Planeta, i en les darreres edicions també en col·laboració amb la Fundación Atresmedia. La seva convocatòria és anual i la cerimònia d'entrega es duu a terme tradicionalment a Barcelona.

## Història
L'Editorial Destino instaurava l'any 1981 la primera convocatòria del premi, amb l'objectiu de retre homenatge al creador modernista Apel·les Mestres (escriptor, dibuixant i músic) i promoure l'edició d'àlbums il·lustrats concebuts com una fusió entre il·lustracions i textos de qualitat per explicar una història.

## Dotació econòmica
Actualment la seva dotació és de 4.500 €, que es constitueixen com import del premi i avançament de regalies per la cessió dels drets d'edició en exclusiva a favor d'Editorial Planeta S.A., per la seva publicació sóta el segell editorial Destino. L'editorial publica les obres en el transcurs d'un any des de la concessió del guardó.
Els àlbums il·lustrats guanyadors i alguns finalistes s'inclouen a la col·lecció Apel·les Mestres d'Editorial Destino Infantil i Juvenil.

## Criteris d'admissió
Opten al premi totes les obres il·lustrades inèdites de temàtica lliure per a un lector infantil, que fomentin valors estètics, ètics i humans. Poden ser redactades en qualsevol de les llengües oficials de l'Estat Espanyol (castellà, català, euskera i gallec).
Com a obra il·lustrada el text i la il·lustració es valoren conjuntament i ambdós elements gaudeixen d'una significació equivalent. Cap dels dos pot ser accessori.
S'exclouen les obres premiades anteriorment en altres certàmens i les pòstumes. Els autors han de garantir la seva autoria i l'originalitat de l'obra.
Poden presentar-se al premi un equip de diverses persones, un autor de la part literària i un altre de la gràfica o un sol subjecte que assumeixi tant les il·lustracions com el text.
Les obres han de tenir una extensió d'entre 24 i 32 pàgines, inclosa la coberta.

## Acció solidària
Des de l'any 2009 el premi compta amb una acció solidària gràcies a la col·laboració de la Fundación Atresmedia i Skoda, que consisteix en la distribució d'una edició especial del llibre guanyador el 23 d'abril, Dia del Llibre, a nens i nenes hospitalitzats a tot Espanya.
Aquesta iniciativa fomenta no només la lectura entre els infants i joves, sinó també l'educació en valors mitjançant la literatura infantil.

## Obres guardonades[4]
- 2016: Vivir con Hilda (y sus inconvenientes), de Bel Olid i Mercè Canals[6][1]
- 2015: El orinal de Fayán de Jordi Sierra i Fabra i Xavier Bartumeus[7][8]
- 2014: Rabo de lagartija de Marisa López Soria i Alejandro Galindo[7][9]
- 2013: Chocolate de Marta Chaves Vega[10]
- 2012: Los viajes de Gustavo de Pilar Lozano Carbayo i Francesc Rovira[11]
- 2011: ¡Eeeeeh! de Hernán Goñi Echevarría[12]
- 2010: ¿Dónde está güelita Queta? de Nahir Gutiérrez[13]
- 2009: La ventana infinita de Kim Amate[14]
- 2008: Charlie, nas de llautó d'Anna Obiols i Joan Subirana[15][16]
- 2007: Este sueño no es mío de Hernán Goñi Echevarría, Florencia Bianchi i Marcelo Pérez
- 2006: ¡Te lo he dicho 100 veces! de Gabriela Keselmán i Claudia Ranucci[17]
- 2005: Witika, la hija de los leones de Blanca Álvarez i Carmen García Iglesias[18]
- 2004: Cuac de Carmen Posadas i Jesús Gabán[19]
- 2003: Ring 1-2-3 y el nuevo mundo d'Emili Teixidor[20] i Philip Stanton
- 2002: Laura y el corazón de las cosas de Lorenzo Silva i Jordi Sàbat[21][22]
- 2001: Comemiedos de Jorge Zentner i Tassies[23][24]
- 2000: Las damas de la luz de Adorac Santolaya Ruiz-Clavijo[25][26]
- 1999: Las fotos de Sara de Gabriela Rubio[27][28]
- 1998: Tim en la luna de Sophie Fatus i Margarida Trias[29]
- 1997: El maravilloso viaje de Alejandro de Gisela Mehren[30]
- 1996: Historias de soles de Davi[31]
- 1995: La zorra modista de Biagio Bagini i Marcella Moia[32]
- 1994: No os lo podéis imaginar de Elizabeth Duckett i Chiara Carrer[33]
- 1993: La familia de Mic de Miguel Ángel Fernández-Pacheco[34] i Ana López Escrivá[35][36]
- 1992: Zip y la oveja del sueño de Montse Ganges i Imapla[37]
- 1991: El asunto de mis papás de Mabel Piérola[38]
- 1990 - 1989: Uña y carne de Ricardo Alcántara[39][40] i Gusti[41][42]
- 1988: Miwi de Pablo Echevarría[43] i Mónica Echevarría[44]
- 1987: ¡Quiero una medalla! de Lluïsot[45]
- 1986: Daniel y los reyes de Beatriz Doumerc[46] i Áyax Barnes[47]
- 1985: Libro de voliches, laquidamios y otras especies de Marta Balaguer i David Cirici[48]
- 1984: El club de los diferentes de Marta Carrasco[49]
- 1983: Yo las quería de María Martínez Vendrell i Carme Solé Vendrell[50]
- 1982: La señorita Amelia de Maria de la Luz Uribe i Fernando Krahn[51][52][53]
- 1981: Munia y la Luna d'Asun Balzola[54][55][56]